# ابن الخمار
أبو الخير الحسن بن سوار بن بابا بن بهنام ، الملقب بابن الخمار (ولد عام 942)، كان فيلسوفًا وطبيبًا مسيحيًا سريانيًا شرقيًا، قام بالتدريس والعمل في بغداد . كان مترجمًا غزير الإنتاج من السريانية إلى العربية وكتب أيضًا أعمالًا أصلية في الفلسفة والأخلاق واللاهوت والطب والأرصاد الجوية.
ولابن الخمار مدخل في معجم سيرة ابن أبي أصيبعة . وُلِد في تشرين الثاني أو كانون الأول 942 (حوالي 330 هـ ) في بغداد. أصبح جراحًا في مستشفى العدودي ببغداد، حيث قام بتدريس ابن الطيب وابن هندو. وبحسب ظهير الدين البيهقي، الذي كتب بعد أكثر من قرن من الزمان، فإن ابن الخمار قضى سنواته الأخيرة في خوارزم وغزنة، حيث اعتنق الإسلام. يمكن تأريخ وفاته في أو بعد عام 1017.
تحتوي المخطوطة العربية رقم 2346 في المكتبة الوطنية الفرنسية على ترجمة عربية لكتاب أرسطو أورغانون منسوخة من نسخة قام بها ابن الخمار، والتي بدورها منسوخة من نسخة قام بها أستاذه يحيى بن عدي. يحتوي الكتاب 2346 على محاضرات مختلفة حول الأورغانون لفلاسفة بغداد، بما في ذلك بعض المحاضرات التي كتبها ابن الخمار. وفي المناظرات بين المتكلمين والفلاسفة حول معرفة الله بالحدس أو بالاستدلال، انحاز ابن الخمار إلى جانب الفلاسفة. لقد فُقدَت معظم أعماله، ولكن عناوين اثنين منها معروفة: مقالة في التوحيد والتثليث، وكتاب التوفيق بين آراء الفلاسفة لا يُعرف عنهم شيئًا يتجاوز ما يمكن استنتاجه من ألقابهم.
ترجم ابن الخمار من السريانية إلى العربية كتاب المقولات والعبارة والقياس لأرسطو، وكتاب "الإيساغوجي" وكتابين من "تاريخ الفلسفة" لبورفيريوس؛ وكتاب "الظواهر الجوية" لثيوفراستوس؛ وكتاب اللينوس [الإنجليزية]. وقد أشاد التوحيدي بترجماته لأناقتها.
وكان ابن الخمار موضع احترام وتقدير معاصريه. ابن النديم الذي عرفه أثنى عليه ووصفه بالمنطقي. وقد ذكر علي بن رضوان الطبيب المصري أن السلطان محمود الغزنوي قبَّل الأرض بين يديه احترامًا له. كانت شهرته كبيرة لدرجة أن الفيلسوف ابن سينا أعرب عن نيته في مقابلته، والتي لم تتحقق في النهاية.

## الطبعات
- Lettinck، Paul، المحرر (1999). Aristotle's Meteorology and Its Reception in the Arab World: With an Edition and Translation of Ibn Suwār's Treatise on Meteorological Phenomena and Ibn Bājja's Commentary on the Meteorology. Leiden: Brill. ص. 315–382.

## ملحوظات
1. ↑  Or Kitāb al-wifāq bayna raʾy al-falāsifa wa-l-Naṣāra

1. ↑  مذكور في: استنادات المكتبة الوطنية الفرنسية. الوصول: 23 ديسمبر 2018. مُعرِّف المكتبة الوطنية الفرنسية (BnF): 14648920m. المُؤَلِّف: المكتبة الوطنية الفرنسية. لغة العمل أو لغة الاسم: الفرنسية.
2. ↑  مذكور في: Catalogue of the Library of the Pontifical University of Saint Thomas Aquinas. مُعرِّف مُؤَلِّف في جامعة القديس توما الأكويني البابوية (Angelicum): 286557. باسم: Abu al-Khayr al-Hasan ibn Suwar Ibn al-Khammar.
3. 1 2 3 4 5  Martini Bonadeo (2011).
4. 1 2 3 4 5 6 7  Teule (2010).
5. ↑  Kraemer (1992).